# Dragsö
För andra betydelser, se Dragsö (olika betydelser).
Dragsö är en ö i Karlskrona. Här finns en av stadens campingar. Karlskrona Segelsällskap (KSS) har sin lokal på ön. På ön finns också en Stugförening som startades upp år 1956